# Rue Thomas-Mann
La rue Thomas-Mann est une voie du 13e arrondissement de Paris, en France.

## Situation et accès
La rue Thomas-Mann débute au 67, quai Panhard-et-Levassor et se termine au 46, rue du Chevaleret. Elle est perpendiculaire à l'avenue de France. Elle est desservie par la ligne de métro 14 à la station Bibliothèque François-Mitterrand, ainsi que par la ligne C du RER (gare de la Bibliothèque François-Mitterrand) et par la ligne de tramway T3a (station Avenue de France).

## Origine du nom

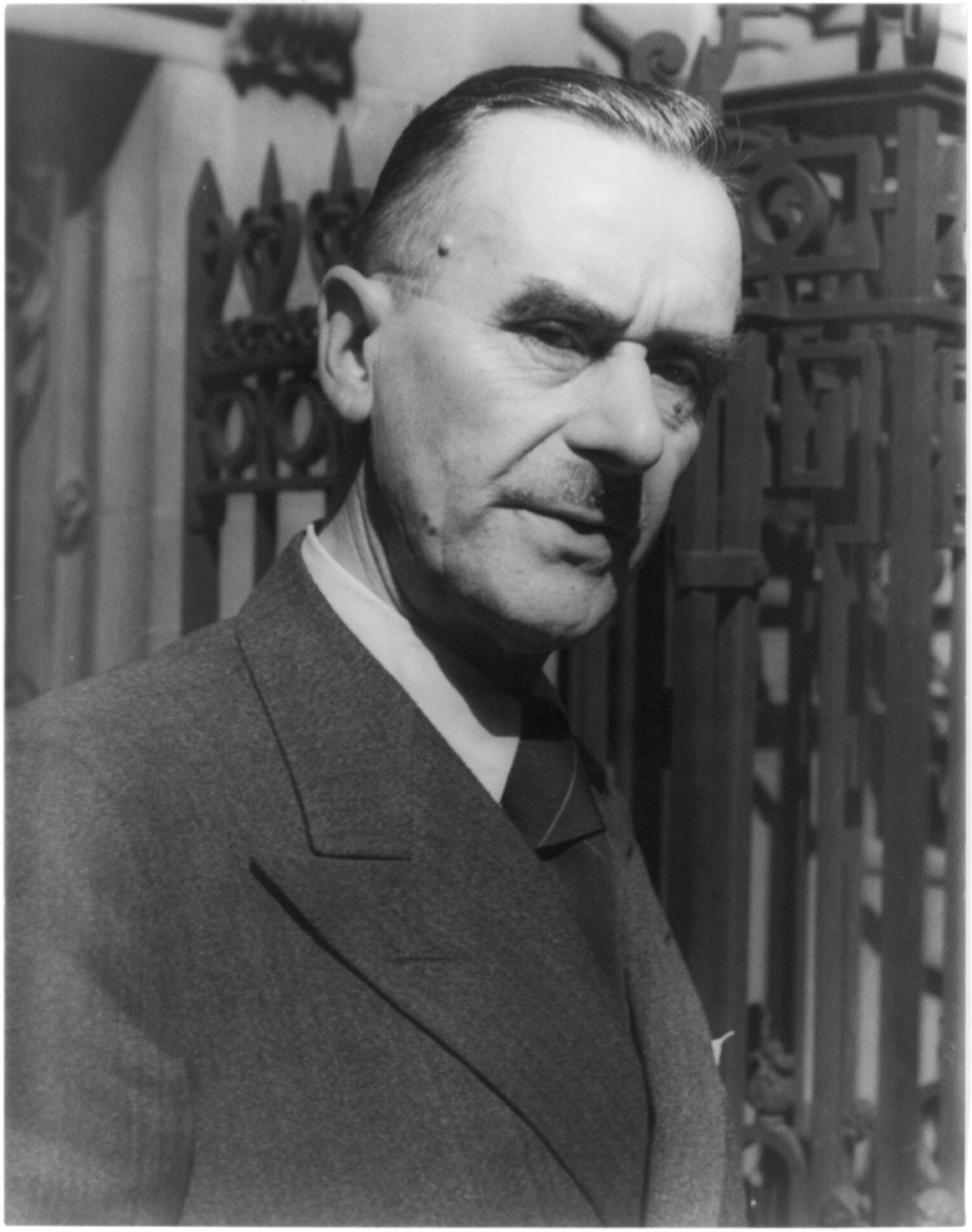
Thomas Mann en 1937.

Elle porte le nom de l’écrivain allemand, prix Nobel de littérature Thomas Mann (1875-1955).

## Historique

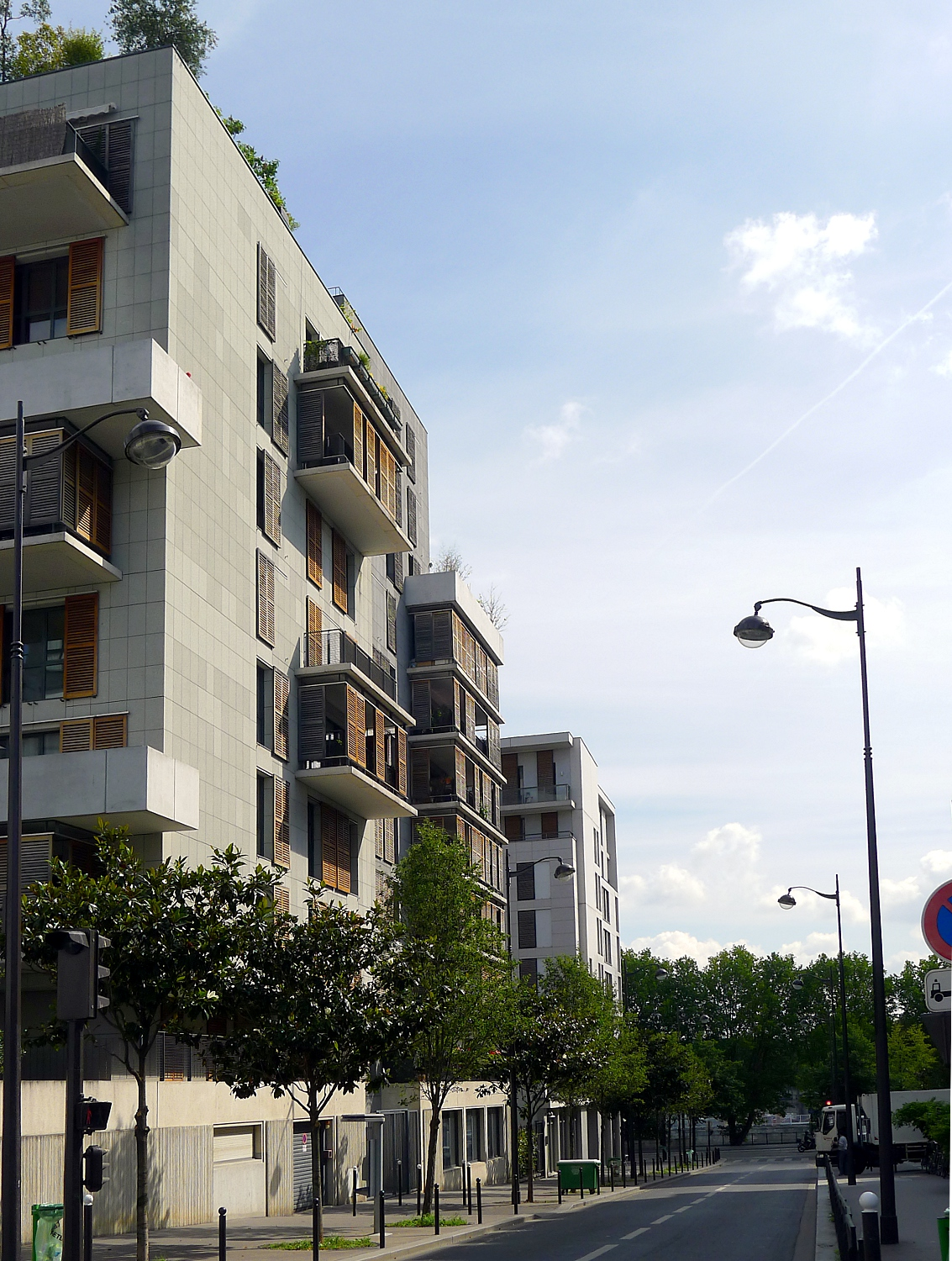
Rue en direction du quai Panhard-et-Levassor.

La voie est créée dans le cadre de l'aménagement de la ZAC Paris-Rive-Gauche, sur des terrains appartenant précédemment à la SNCF. Elle prend d’abord le nom provisoire de « voie BU/13 », avant de prendre sa dénomination actuelle le 18 juillet 1995.

## Bâtiments remarquables et lieux de mémoire

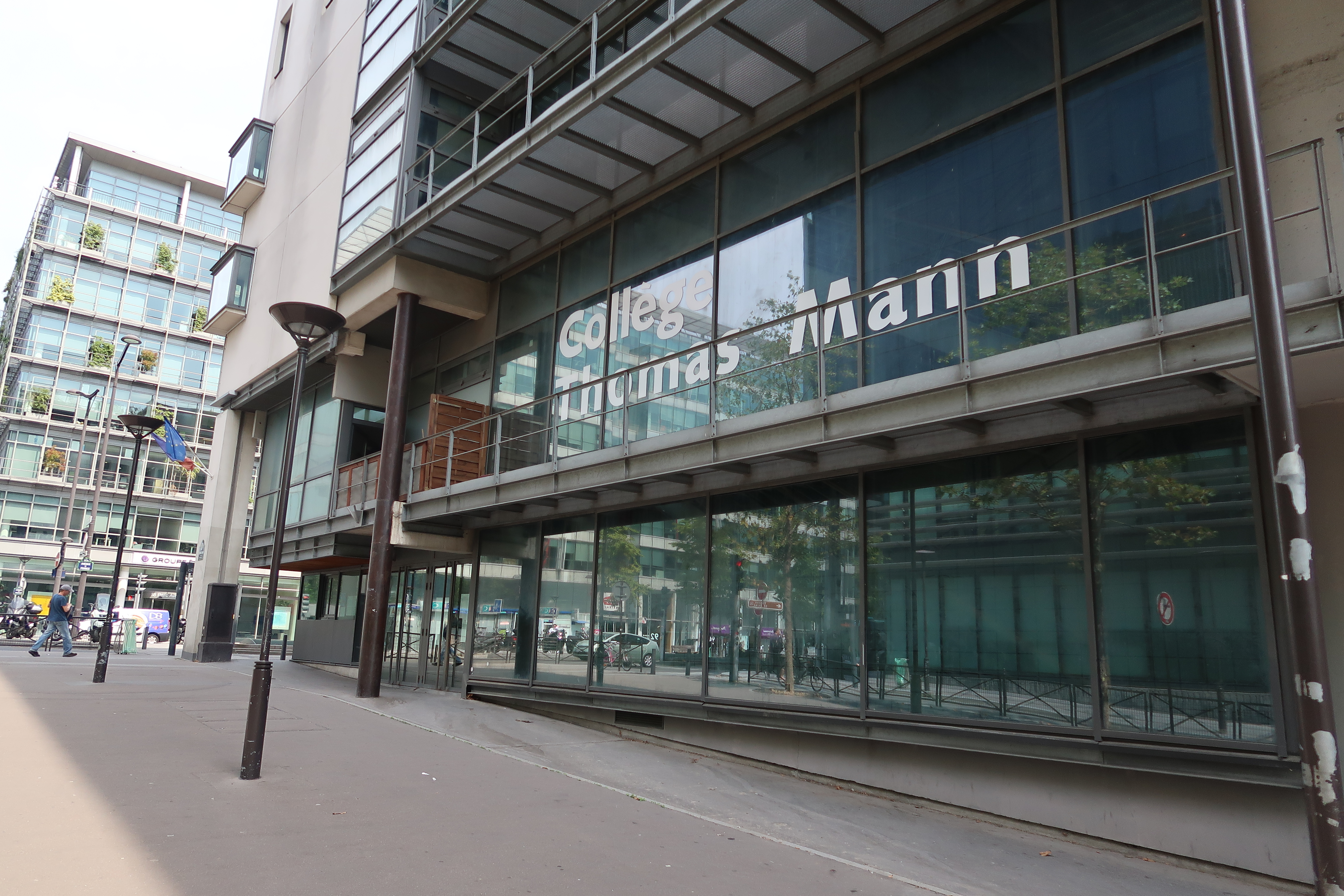
Collège Thomas-Mann.

- La rue longe les Grands Moulins de Paris.
- No 6 : bâtiments de l’université privée The University of Chicago accueillant plus de 200 étudiants de premier cycle. Les premiers cours y ont été donnés en 2004[1].

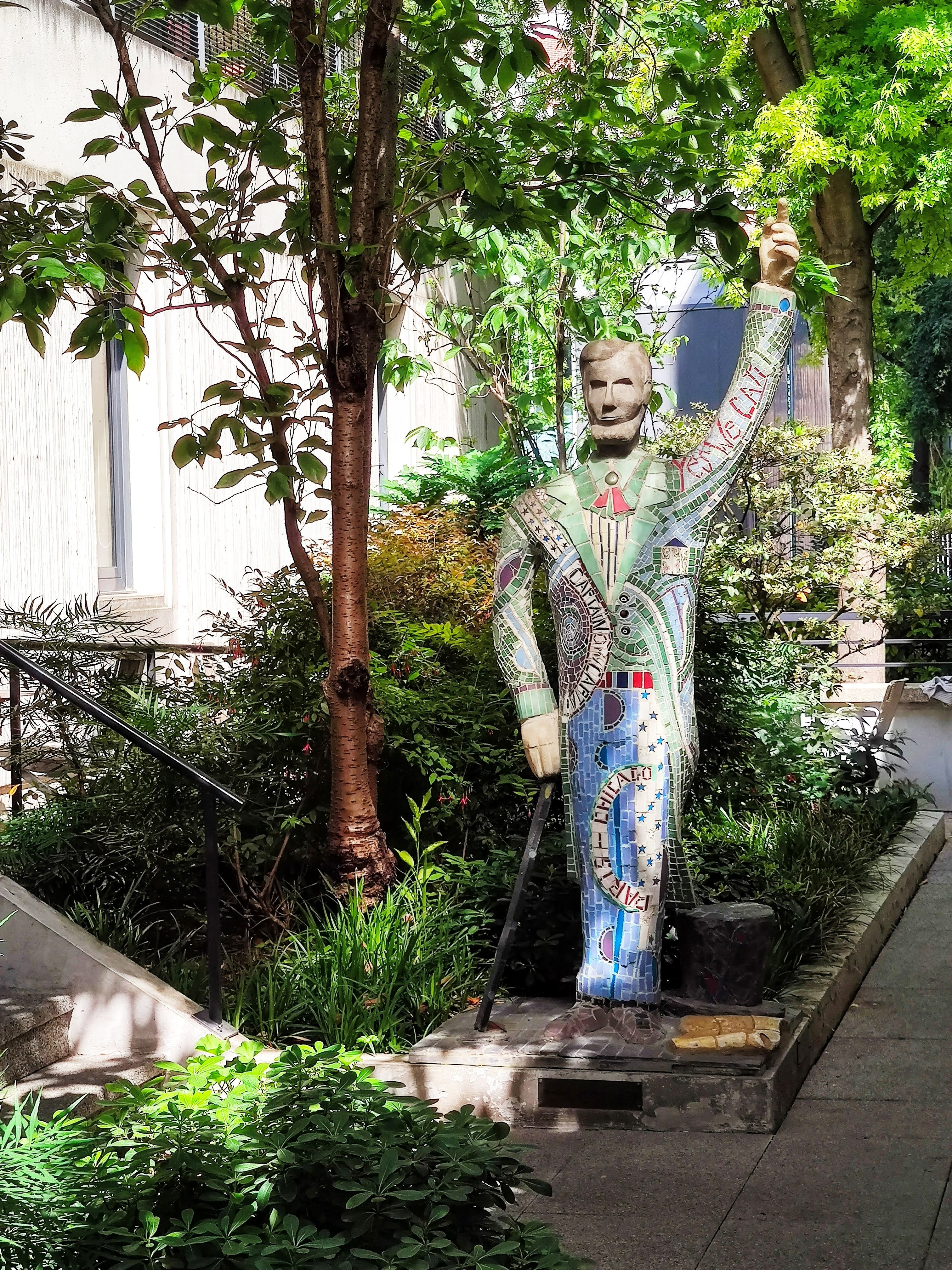
No 6.

- No 15 : jardin des Grands Moulins[2].